# Dekanat ugoczanski
Dekanat  ugoczanski – jeden z 7 dekanatów katolickich w diecezji mukaczewskiej na Ukrainie.

## Parafie
- Bobowe – Kościół
- Czepa – Kaplica adaptowana św. Antoniego Padewskiego
- Czetowo – Kościół Ducha Świętego
- Czornotysów – Kościół św. Rozalii
- Diakowo – Kościół Podwyższenia Krzyża Świętego
- Fanczykowo – Kościół Najświętszego Imienia Jezus
- Kłynowa Gora – Kościół ekumeniczny Przemienienia Pańskiego
- Korołewo – Kościół św. Ap. Piotra i Pawła
- Korołewo-kaplica – Kaplica zamkowa Narodzenia Najświętszej Maryi Panny
- Wyłok – Kościół św. Ilony
- Wyłok-kaplica – Kaplica św. Jana Nepomucena
- Wyłok-kaplica – Kaplica na cmentarzu (bez wezwania)
- Wynohradiw – Kościół Wniebowstąpienia Jezusa Chrystusa
- Wynogradiw – Kościół (w remoncie)
- Wynogradiw – Kaplica na cmentarzu św. Cecylii